# Abdülkadir Ömür
Abdülkadir Ömür (Trabzon, 25 juni 1999) is een Turks voetballer die doorgaans speelt als middenvelder. In februari 2024 verruilde hij Trabzonspor voor Hull City. Ömür maakte in 2019 zijn debuut in het Turks voetbalelftal.

## Clubcarrière
Ömür speelde in de jeugdopleiding van Trabzonspor, die hij volledig doorliep. Hij maakte zijn debuut in het eerste elftal op 12 januari 2016, op bezoek bij Adanaspor in het bekertoernooi. Yusuf Erdoğan scoorde tweemaal voor Trabzonspor en ook Soner Aydoğdu en Deniz Yılmaz kwamen tot scoren. Door een tegentreffer van Ahmet Dereli werd het uiteindelijk 1–4. Ömür begon als wisselspeler aan de wedstrijd en hij mocht van coach Sadi Tekelioğlu in de vijfenzestigste minuut invallen voor Aydoğdu.
Op 22 december 2016 speelde Trabzonspor thuis tegen Kızılcabölükspor en Ömür scoorde nadat teamgenoten Mustafa Yumlu en Güray Vural ook al doel getroffen hadden. Door twee doelpunten van Yusuf Yazıcı won Trabzonspor uiteindelijk met 5–0. In oktober 2022 werd zijn verbintenis opengebroken en met drie seizoenen verlengd tot medio 2027. Ömür werd begin 2024 vanwege disciplinaire redenen uit de selectie gezet van Trabzonspor, waarna hij op zoek ging naar een nieuwe club.
In januari 2024 werd Ömür voor een bedrag van circa tweeënhalf miljoen euro de overstap naar Hull City, waar hij zijn handtekening zette onder een verbintenis voor de duur van drieënhalf jaar, met een optie op een jaar extra. Een jaar na zijn komst naar Engeland mocht hij tijdelijk terugkeren naar Turkije; Çaykur Rizespor nam Ömür op huurbasis over. Na deze verhuurperiode keerde de middenvelder opnieuw terug naar Turkije; nu nam Antalyaspor hem op huurbasis over.

## Clubstatistieken
| Seizoen | Club              | Competitie   | Competitie | Competitie | Beker | Beker | Internationaal | Internationaal | Totaal | Totaal |
| Seizoen | Club              | Competitie   | Wed.       | Dlp.       | Wed.  | Dlp.  | Wed.           | Dlp.           | Wed.   | Dlp.   |
| ------- | ----------------- | ------------ | ---------- | ---------- | ----- | ----- | -------------- | -------------- | ------ | ------ |
| 2015/16 | Trabzonspor       | Süper Lig    | 0          | 0          | 2     | 0     | —              | —              | 2      | 0      |
| 2016/17 | Trabzonspor       | Süper Lig    | 2          | 0          | 3     | 1     | —              | —              | 5      | 1      |
| 2017/18 | Trabzonspor       | Süper Lig    | 29         | 3          | 3     | 0     | —              | —              | 32     | 3      |
| 2018/19 | Trabzonspor       | Süper Lig    | 29         | 5          | 3     | 0     | —              | —              | 32     | 5      |
| 2019/20 | Trabzonspor       | Süper Lig    | 14         | 3          | 3     | 1     | 4              | 0              | 21     | 4      |
| 2020/21 | Trabzonspor       | Süper Lig    | 23         | 2          | 0     | 0     | —              | —              | 23     | 2      |
| 2021/22 | Trabzonspor       | Süper Lig    | 33         | 7          | 3     | 0     | 2              | 0              | 38     | 7      |
| 2022/23 | Trabzonspor       | Süper Lig    | 29         | 2          | 2     | 1     | 10             | 0              | 41     | 3      |
| 2023/24 | Trabzonspor       | Süper Lig    | 16         | 0          | 1     | 0     | —              | —              | 17     | 0      |
| 2023/24 | Hull City         | Championship | 16         | 0          | 0     | 0     | —              | —              | 16     | 0      |
| 2024/25 | Hull City         | Championship | 20         | 0          | 1     | 0     | —              | —              | 21     | 0      |
| 2024/25 | → Çaykur Rizespor | Süper Lig    | 6          | 0          | 1     | 0     | —              | —              | 7      | 0      |
| 2025/26 | → Antalyaspor     | Süper Lig    | 2          | 0          | 0     | 0     | —              | —              | 2      | 0      |
| Totaal  | Totaal            | Totaal       | 219        | 22         | 22    | 3     | 16             | 0              | 257    | 25     |

Bijgewerkt op 18 augustus 2025.

## Interlandcarrière
Ömür maakte zijn debuut in het Turks voetbalelftal op 30 mei 2019, toen een vriendschappelijke wedstrijd gespeeld werd tegen Griekenland. Na doelpunten van Cengiz Ünder en Kenan Karaman deed Griekenland in de blessuretijd van de tweede helft wat terug via Dimitris Kourbelis: 2–1. Ömür moest van bondscoach Şenol Güneş op de reservebank beginnen en hij viel in de rust in voor Kenan Karaman. De andere Turkse debutanten dit duel waren Umut Meraş (Bursaspor), Güven Yalçın (Beşiktaş), Uğurcan Çakır (eveneens Trabzonspor) en Nazım Sangaré (Antalyaspor).
In mei 2024 werd Ömür door bondscoach Vincenzo Montella opgenomen in de voorselectie van Turkije voor het EK 2024 in Duitsland. Voor de definitieve selectie was hij echter een van de afvallers.
| Interlands van Abdülkadir Ömür voor Turkije | Interlands van Abdülkadir Ömür voor Turkije | Interlands van Abdülkadir Ömür voor Turkije | Interlands van Abdülkadir Ömür voor Turkije | Interlands van Abdülkadir Ömür voor Turkije | Interlands van Abdülkadir Ömür voor Turkije |
| №                                           | Datum                                       | Wedstrijd                                   | Uitslag                                     | Competitie                                  | Goals                                       |
| Als speler bij Trabzonspor                  | Als speler bij Trabzonspor                  | Als speler bij Trabzonspor                  | Als speler bij Trabzonspor                  | Als speler bij Trabzonspor                  | Als speler bij Trabzonspor                  |
| ------------------------------------------- | ------------------------------------------- | ------------------------------------------- | ------------------------------------------- | ------------------------------------------- | ------------------------------------------- |
| 1                                           | 30 mei 2019                                 | Turkije – Griekenland                       | 2 – 1                                       | Vriendschappelijk                           |                                             |
| 2                                           | 2 juni 2019                                 | Turkije – Oezbekistan                       | 2 – 0                                       | Vriendschappelijk                           |                                             |
| 3                                           | 8 juni 2019                                 | Turkije – Frankrijk                         | 2 – 0                                       | EK 2020 kwalificatie                        |                                             |
| 4                                           | 11 juni 2019                                | IJsland – Turkije                           | 2 – 1                                       | EK 2020 kwalificatie                        |                                             |
| 5                                           | 7 oktober 2020                              | Duitsland – Turkije                         | 3 – 3                                       | Vriendschappelijk                           |                                             |
| 6                                           | 11 oktober 2020                             | Rusland – Turkije                           | 1 – 1                                       | Nations League 2020/21                      |                                             |
| 7                                           | 14 oktober 2020                             | Turkije – Servië                            | 2 – 2                                       | Nations League 2020/21                      |                                             |
| 8                                           | 27 maart 2021                               | Turkije – Azerbeidzjan                      | 2 – 1                                       | Vriendschappelijk                           |                                             |
| 9                                           | 31 mei 2021                                 | Turkije – Guinee                            | 0 – 0                                       | Vriendschappelijk                           |                                             |
| 10                                          | 16 november 2021                            | Montenegro – Turkije                        | 1 – 2                                       | WK 2022 kwalificatie                        |                                             |
| 11                                          | 18 november 2023                            | Duitsland – Turkije                         | 2 – 3                                       | Vriendschappelijk                           |                                             |
| 12                                          | 21 november 2023                            | Wales – Turkije                             | 1 – 1                                       | EK 2024 kwalificatie                        |                                             |
| Als speler bij Hull City                    |                                             |                                             |                                             |                                             |                                             |
| 13                                          | 26 maart 2024                               | Oostenrijk – Turkije                        | 6 – 1                                       | Vriendschappelijk                           |                                             |
| 14                                          | 4 juni 2024                                 | Italië – Turkije                            | 0 – 0                                       | Vriendschappelijk                           |                                             |

Bijgewerkt op 18 augustus 2025.

## Erelijst
| Süper Lig      | 1 | 2021/22    |
| Türkiye Kupası | 1 | 2019/20    |
| Süper Kupa     | 2 | 2020, 2022 |